# カナディア CL-84
カナディア CL-84
カナダ航空宇宙博物館に展示されているCL-84の試作1号機
- 用途：垂直離着陸実験機
- 分類：垂直離着陸機
- 設計者：フレデリック・C・フィリップス
- 製造者：カナディア社
- 運用者：王立カナダ空軍（RCAF）＊当時
- 初飛行：1965年5月7日
- 生産数：4機
- 生産開始：1964年
- 運用開始：1965年（テスト開始年）
- 退役：1974年
- 運用状況：退役

カナディア CL-84は王立カナダ空軍（当時、現：カナダ空軍）が開発したVTOL実験機である。愛称はダイナヴァート(Dynavert)で、ダイナミック(Dynamic)とヴァーティカル(Vertical)を組み合わせた造語と思われる。

## 概要
2基のエンジンのついた主翼を102度の角度まで変化させることができるティルトウイング方式の垂直離着陸機である。主翼の他に、機体後端に垂直方向に推力を発生させるテイルローターを装備しており、VTOL時に垂直トリムを修正するようになっていた。エンジンはライカミング社製のT53で、片側のエンジンが故障した場合に備え、両エンジンはシャフトで連結されていた。
操縦系統は通常の航空機と同じで、水平飛行中は三舵で操縦されるが、ホバリング時はテイルローターでピッチを、左右のプロペラでバンクを、左右のフラッペロンでヨーをコントロールするようになっており、ホバリング時でも水平飛行時と全く同じ感覚で操縦できるようになっていた。また、安定増強システム(SAS)が組み込まれたことにより、手放しでもホバリングが可能なほど優れた安定性を発揮した。乗員はパイロット2名の他、軍用評価に備えて最大12名の人員を乗せることも可能だった。
1963年に試作が決定してから僅か2年足らずで試作1号機が完成し、1965年5月7日にホバリングにより初飛行。同年12月に水平飛行で離陸を行い、1966年にホバリングから水平飛行への転換に成功した。試作1号機は306回目のテスト飛行中に突如コントロールを失い墜落したが、パイロット2名は射出座席で脱出し助かった。原因は片方のプロペラの故障と推測された。
その後、胴体の延長やエンジンの強化などの改良が施されたCL-84-1が3機が製造され、アメリカ海軍の強襲揚陸艦グアムでの離着艦試験や、ペンタゴンの前に用意された離着陸場でのVTOLデモンストレーションなど、1974年までアメリカで種々のテストが行われた。カナディアはCL-84を原型としたガンシップや軽輸送機をカナダやアメリカなどに売り込んだが、ヘリコプターに対する優位性を必ずしも証明できなかったために、本格的に量産されることはなかった。

## 要目(CL-84-1)
- 全長：16.34 m
- 全幅：10.56 m
- 全高：4.34 m（主翼水平時）/5.22 m（主翼垂直時）
- 空虚重量：3,980 kg
- 最大離陸重量：6,577 kg（短距離滑走離陸時）/5,715 kg（垂直離陸時）
- エンジン：ライカミング T53 ターボシャフトエンジン（1,500　軸馬力（出力1,100 kW）2基
- 最大速度：517 km/h=M0.42
- 巡航速度：497 km/h=M0.41
- 航続距離：547 km
- 乗員：2名